# Shuffle Dance
Melbourne shuffle hay Shuffle Dance là một điệu quẩy được phát triển ở Melbourne, Úc vào cuối thập niên 1980 và đầu thập niên 1990. Các bước nhảy đòi hỏi chuyển động nhanh bằng gót chân, ngón chân hoặc bước chữ T (T-step), kết hợp biến thể của bước running man cùng khớp với chuyển động của tay. Điệu nhảy cần sự ứng biến và đòi hỏi "việc di chuyển liên tục bàn chân vào trong ra ngoài, trong khi đó điều khiển cánh tay lên xuống, hoặc từ bên này sang bên kia theo nhịp điệu". Có thể kết hợp các động tác khác gồm xoay vòng 360 độ, nhảy và trượt.

## Kĩ thuật

Bước T-step

Bước Running Man tua chậm

Các bước nhảy cơ bản gồm bước chữ T (T-step), kết hợp với biến thể của bước running man. Điệu nhảy cần sự ứng biến và đòi hỏi "việc di chuyển liên tục bàn chân vào trong ra ngoài, trong khi đó điều khiển cánh tay lên xuống, hoặc từ bên này sang bên kia theo nhịp điệu". Các động tác khác có thể kết hợp gồm xoay vòng 360 độ, nhảy và trượt. Điệu nhảy này cũng thường được kết hợp với một phong cách nhảy khác là "cutting shapes".
Một số vũ công rắc bột talc hoặc bôi chất lỏng lên sàn để giúp họ có thể trượt chân dễ dàng hơn..

## Phổ biến ngoài Melbourne
Vào năm 2009, nhóm nhảy hard dance Scooter của Đức phát hành đĩa đơn "J'adore Hardcore", MV có sự góp mặt của các vũ công Pae (Missaghi Peyman) và Sarah Miatt trình diễn điệu Melbourne shuffle trên các đường phố ở Melbourne. Hai năm sau, bộ đôi song ca LMFAO của Mỹ cũng đề cập đến điệu shuffle trong bản hit "Party Rock Anthem" của họ.
Trong khi điệu Melbourne shuffle phổ biến dần ngoài Úc, một biến thể của điệu shuffle xuất hiện ở Vương quốc Anh vào năm 2012. Nó được gọi là "cutting shapes".
Vào năm 2014, các nhà nghiên cứu tại Đại học Brown đặt tên cho một thuật toán bảo mật máy tính mới theo tên của điệu nhảy Melbourne shuffle. Thuật toán này xóa dấu vết truy cập của người dùng trên các máy chủ đám mây bằng cách xáo trộn vị trí dữ liệu trên máy chủ đó.